# Kootenay
Kootenay ou Kootenays é uma região do sudeste da Colúmbia Britânica. Leva o nome do rio Kootenay, que por sua vez foi nomeado pelos povos das Primeiras Nações Kutenai.